# Хосе Нароський
Хосе́ Наро́ський (ісп. José Narosky, 20 квітня 1930 року, Даррегейра, провінція Буенос-Айрес) — аргентинський нотаріус і письменник, головним чином з афоризмів .

## Біографія
Хосе Нароський народився 20 квітня 1930 року в Даррегейрі, сільській місцевості провінції Буенос-Айрес в родині переселенців. Батько Хосе литовець, а мати — українка. У нього є три брати і сестри: Аделіно (письменник і гуморист), Тіто (орнітолог) та Ліла. Його інтерес до афоризмів почався ще в дитинстві, через батька, який писав на звороті пачок цигарок, які збирав маленький Нароський.

## Книги
Книги Хосе містять багато афоризмів, таких як «Моя найбільша надія полягає в тому, щоб продовжувати мати ілюзії», «У материнських грудях ми поглинаємо ніжність на все життя» тощо.
- 1975 " Si todos los hombres "
- 1977 " Si todos los tiempos "
- 1979 " Si todos los sueños "
- 1992 " Ecos "
- 1993 " Brisas ".
- 1993 " Sendas "
- 2001 " Luces "
- 2003 " Sembremos " .
- 2006 " Aforismos, libro de oro ".

## Нагороди та відзнаки
- Премія Хосе Ернандеса за книгу " Si todos los hombres " .
- Відзнака Спілки письменників Аргентини за книгу "Si todos los hombres… " .
- Відзнака законодавчого органу міста Буенос-Айреса за його працю.
- Премія за літературну працю від законодавчого органу провінції Буенос-Айрес .
- Відзнака муніципалітету Ла-Плата за внесок у культуру.